# すすめ!!ダイナマン
『すすめ!!ダイナマン』は、『月刊少年ギャグ王』に連載された池田匠（現：川野匠）作のギャグ4コマ漫画作品。1994年8月号から1998年12月号まで連載され、『月刊少年ガンガン』でも1995年5月号から1998年No.5-6まで掲載された。単行本全6巻（絶版）。
作者のウェブサイトにて『すすめ!ダイナマン21』が掲載されている。

## 概要
4コマ漫画で（最終回のみストーリー形式）、基本的にはダイナマンが唯一の武器である爆弾で対象者や物を爆破するというスタンスである。また、日常生活でよくあるイライラすることや腹の立つことも爆破している。ギャグ王誌上では、読者から寄せられた日常の怒りを書いた葉書を作者が漫画にし、ダイナマンが爆破して解消する「ダイナマン世界平和向上委員会」というコーナーがあった。連載開始前には少年ギャグ王創刊号(1994年5月号)で、『それゆけボンバーマン』というタイトルの読み切りとして掲載された。

## ストーリー
宇宙のかなたのボムボム星から（頼みもしないのに）やって来た落ちこぼれのヒーロー・ダイナマンが、地球の悪人や邪魔星からの刺客達を相手に、爆弾を武器に戦い、爆破する。

## 登場人物

### 地球
ダイナマン
本作の主人公。N64星雲ボムボム星からやって来た落ちこぼれヒーロー。爆弾を武器に戦う。
地球に着いたと同時にゴキブリに驚き、自分の乗ってきたUFOを爆破してしまい、ボムボム星との連絡は愚か帰還も出来なくなってしまった。宇宙船を壊してしまった後は、自分で家を建てて住んでいるものの、地主に追い出されたり、火事で燃えたりと色々と苦労している。時折、アルバイトをして生計を立てている。
性格はスケベでいいかげん。街中で平気で爆弾を出し、一般人相手でも爆破しまくる等、ヒーローとは思えない行動を取る。しかしながら、良心や正義感が皆無なわけではない為、ヒーローらしいことをすることもある。アイドルの内田ゆりのファン。
劇中で言葉を発するシーンはないものの、言いたい事は相手に伝わり、相手がダイナマンの言っていることを口にするというスタイルになっている。又、口も描かれていないが飲食は出来る。
最終回で皇帝の部下の不意打ちを受けて一度死亡したが、100万人に1人の奇跡でハイパーダイナマンとなって蘇った。ヒーローとして力も大幅にパワーアップしたが、スケベな性格も一緒にパワーアップした。ボムボム星に帰還する話を断り、王様に「地球の悪を根絶やしにするまで帰らない」と宣言し、見違えるように立派になり、地球に留まる事を選んだ。
光・直樹（ひかる・なおき）
イタズラ好きな悪ガキ2人組である小学生。光は出っ歯、直樹は笑った様な顔をしているのが特徴で怒っても殆ど変化しない。
子供ながら煙草を吸おうとしたりする等かなりの問題児。最初はダイナマンに意地悪をするイジメっ子的な位置づけだったが、次第に仲良く遊ぶシーンが増え、良い遊び相手になっていく。登場回数共々、ダイナマンに爆破される回数が多く、慣れてきたのか爆破されてもあまりダメージを受けなくなってきている。
ジャンボ(本名不明)
町のガキ大将。人から借りた本やゲームを汚して返したり勝手に売ってしまったり、拾った財布をネコババする等かなり嫌な奴で乱暴者だが、ダイナマンがいるため、あまり目立たない。
見栄春 春雄（みえはる はるお）
名前の通り大の見栄っ張り。何時も見栄を張り、その度ダイナマンに爆破されている。坊主頭で父親似。家族構成は両親と妹1人犬1匹。母親は美人だが、やはり見栄っ張り。妹は兄とよく似ているが、家族で唯一見栄を張っていない。
『すすめ!!ダイナマン21』では髪は一部アフロ風になり、恋人ができたらしいが写真を見たら思わず笑ってしまうような人らしい。社会人だが職業は不詳。
見栄春の友人(本名不明)
いつも見栄春と一緒にいるメガネを掛けた友人。爆弾を突きつけられている見栄春を見ているだけで、特に庇おうとはしない上、懲りない彼に逆に呆れている。作者に最後まで名前を付けて貰えなかった人物の一人で、コミックの人物紹介でもその事を上げられており、担当編集者に「早く付けろ」と言われていた。1度だけ見栄春の代わりに見栄を張ってダイナマンに爆弾を突きつけられたことがある。本人曰く、見栄春しか友達がいない。物語終盤で通っている塾の後輩と付き合い始めた。
『すすめ!!ダイナマン21』ではスーツを着ており、サラリーマンになった模様。
白百合 香（しらゆり かおり）
強盗に襲われているところをダイナマンに助けられ、彼に惚れ、ダイナマンに一方的に付きまとい被害を与える。人間離れした怪力の持ち主。作る料理は殺人級の酷さを誇る。特にバレンタインチョコは、爆弾の爆破にも耐える程の強度を持ち、完全に食べ物の域を超えている。
一度はダイナマンの気持ちを察し、諦めようと決意するも、ダイナマンが自身の近くで落とした惚れ薬の効果で再び熱意を持った。
忌野 怪子（いまわの かいこ）
女子高生。自信過剰な性格で、自分を美人と思っている。周りが気に触る発言や行動をし、その都度、ダイナマンに爆破されるが、時折反撃することもある。『ドラえもん』のジャイアン並に歌が下手。芸能関係者から「ミスコン荒らしのカイコ」と呼ばれ恐れられている（自己紹介した段階でダイナマンに爆破されコンテストが台無しになるから）。語尾に「みたいな」を付ける。
相川 奈々江（あいかわ ななえ）
怪子の友人。怪子と違い美人。いつも怪子と行動しており、それ故に怪子の巻き添えを食い爆風の被害を受ける事が時折あるが、タイミング良く避けたり、自分だけ逃げたりする。一度、盾にされたことがある。特に何もしない見栄春の友人と違い、一度ダイナマンにやりすぎと注意したことがある。
『すすめ!!ダイナマン21』では2人とも同じ会社にOLとして就職している。
モテル
その名の通り女子にモテる男子。紳士ぶっているが、遊ぶ女呼ばわりし、実際は何股も掛けている、ただの女たらし。そのため、男子には嫉まれている。モテルが本名なのかあだ名なのかは不明。
生地 哲也（きじ てつや）
口の悪い眼鏡を掛けた少年。いつも余計な事を言っては周りの人を怒らせ、ダイナマンに爆破される。
名前の由来は諺の「キジも鳴かずば撃たれまい」から。
悪い子ブラザーズ
2人組の悪党。銀行強盗、窃盗、誘拐、脅迫、偽金作り、覚せい剤密売と悪い事は何でもするが、子分のサブのせいで悪事はいつも失敗に終わる。
兄貴(本名不明)
悪い子ブラザーズの頭脳派の兄貴分。様々な作戦を立てるも、サブが原因で全く成功しない。作者に名前を付けてもらえなかったキャラの1人。わりとイケメン。
サブ
悪い子ブラザーズの肉体労働担当の弟分。逃走中に車で轢いてしまった猫を埋葬しようとする等、根っからの悪人でなく、人のいい性格をしている。事実、悪事の失敗は殆ど彼が原因。
博士(本名不明)
ダイナマンが住む町の科学者。雨の日に人に傘を貸して勝手に人体実験として雷の研究をしたり、自爆装置付きのレーシングカー・スパイセットを作ったり、生きた猫を解剖しようとする、とんでもない人物。透明人間になれる薬・小さくなる薬・惚れ薬等を開発したりと科学者としての腕は本物で、技術も高いがそれを活かせていないでいる。
内田 ゆり(うちだ)
人気アイドルで、ダイナマンもファンの1人である。一時期ストーカー被害に遭っていた時があった。天狗になっているのか、最近、態度が荒いらしい。その為、人気があるが男性の中にも嫌いな人がいる。
ドロボー(本名不明)
黒い全身タイツを着ていて、唐草模様風の風呂敷を背負った見るからに怪しい男。盗みを働きダイナマンに何度も爆破されている。高校時代は野球でライト9番を打っていたらしく、ダイナマンの爆弾を打ち返したことがあるが、次は大量に投げられ結局爆破された。逃走中にダイナマンに見つかるが、諸事情があって爆破されず逃げ切ったこともある。
作者
この漫画の作者の池田匠本人。作者ながら準レギュラーで、コミックのオマケ四コマに主に登場している。太めのバンダナを着用している。猫アレルギーでありながら猫を飼っている。ダイナマンに仕事を手伝ってもらっているが、仕事場で爆破され原稿を台無しにされた事がある。一応、仕事をしているが、近所の評判があまり良くなく、ニートの様に思われている。が、当の本人も締め切り近くでも原稿が真っ白だったり、さぼって他の事をする等、仕事に対する姿勢はあまり良くない。
誕生日は11月25日（コミック1巻より）。椎茸が嫌い。愛煙家。
ヤクザ2人組
柄の悪いヤクザ。悪い子ブラザーズ同様、兄貴と子分の2人組。兄貴はダイナマンの爆弾に頭が上がらず、悪い子ブラザーズと違い、関わらない様にしている。
徳田(とくだ)
怪子・奈々江と同じ高校に通う応援部の応援団員。奈々江の事が好きだが、怪子に自分が好きだと勘違いされた。その上、怪子がダイナマンに爆破されるのを見ていて何もしなかったため、奈々江に「好きなら助けてあげなさいよ」と怒られた不幸な人。
カブキ
作者のペットの猫。通称カブ。アレルギー持ちの作者に可愛がられているが、作者とダイナマンが取り合っていた最後1切れのピザを食べたり、ゲームのデータを飛ばしたりと怒らせてもいる。最終巻のオマケ四コマで作者の体の一部に手を出した。
E田
作者の担当編集者。まゆ毛が太い。エイプリルフールに作者とダイナマンに大嘘を付き宅配で爆弾を送り付けられた。

### 宇宙

#### ボムボム星
地球から気が遠くなる程遠い所にある星。その名の通り、爆弾の形をしていて、土星のように輪がある。
王様（本名不明）
ボムボム星の王様。昔は宇宙一と呼ばれていたが、ダイナマンの悪評のおかげで最近は少し落ちぶれてしまっている。腰のベルトに「ちゃんぷ」と書かれている。疲労によるリューマチで倒れる程ダイナマンを心配している。ダイナマンを連れ戻すために自ら地球に行こうとしたが家来に止められ、代わりにヒーローを送り込むことにしたが、人選はかなり適当。
最終回では、見違える様に立派になったダイナマンに涙を流して喜んでいた。
けらい（本名不明）
ボムボム星王様の家来。ダイナマンを連れ戻すため、手の空いているヒーローを向わせたらどうかと王様に提案し、大量のヒーローの書類を用意したが、熟考しない王様に毎回適当に選ばれた。ダイナマンの事を気にする王様を心配し気にかけているが、上記通り、ダイナマンを地球に行かせることを提案した張本人である。管理職タイプらしい。
ガンダマン
ボムボム星のヒーローの1人。ガンガン星出身。ヒーローNo.0191969(表紙より)。愛銃「ロブスター」を持つガンマン。口に草をくわえている。UFOは、カウボーイハット型。ダイナマンを連れ戻すため、王様によって適当に選ばれた、最初のヒーロー。宇宙一の早撃ちと言われているが、その腕はひどく悪い。逆に当たらないのが不思議なぐらいで、最終的には銃のせいにしたが、ターバンの検証により、結局は本人の腕が悪いだけだった。一回は怪我の功名でダイナマンを捕まえたものの、ダイナマンの落とした爆弾でUFOを破壊されてしまい、母星に帰れなくなってしまった。その後はターバンと行動している。
ターバン
ボムボム星のヒーローの1人。その名の通り、頭にターバンを被った蛇使い。UFOは、壺型ガンダマンがダイナマンを連れ帰るのに失敗した後、2人目の使者として同じく適当に選ばれ地球にやって来た。3匹の蛇を操るが、蛇が冬眠している冬場はサーベルを使って戦う。ボムボム星には親が勝手に決めた許婚・ローズマリーンがおり、彼女によって何度も死にかけるはめになった。ガンダマンとの合流後は一反は共に帰ろうとしたが、UFO着陸地点にあったダイナマンの家を潰してしまい、怒ったダイナマンにUFOを破壊されて帰れなくなった。
ガンダマンと共にホームレス同然の生活をしている。ボムボム星に帰るためや、金に目がくらみ、おこぼれを期待して邪魔星の刺客と手を結んだりと、ヒーローと思えない事をする。
最終回でも立派になったダイナマンと違い、2人共まったく成長が見られなかったので、王様によって地球に置き去りにされた。
シンディ/マドンナ/マライヤ
ターバンの操るスペースコブラ。ターバンの吹く笛に合わせて動くが、冬は冬眠してしまうので春まで使えない。春の戦える時でさえ、敵そっちのけでカエルを追いかけたりと、作中では殆ど活躍していない。主人のターバンに噛み付いたことがある。
ローズマリーン
ターバンの両親が勝手に決めた許婚。見た目は美人だが性格は恐ろしくブスで乱暴者のサディスト。ターバンを「ダーリン」と呼んで愛しているが、その理由は「丈夫だから」である（他の許嫁は逃げたり、五体満足でいられなくなったりするため）。手に着けているのは一見リストバンドだが実際は鞭。ダイナマンとガンダマンを脅してターバンを捕まえさせたが、ターバンが美人と結婚するのに嫉妬した2人に裏切られ、偽者としてクワガターンを連れ帰った。その後、再び地球に来ることはなかった。
ドクター（本名不明）
倒れた王様の診断を行った医師。丈夫な王様が何故倒れたのか不思議がっていたが、地球でのダイナマンの記録映像を見てその理由を知った。少しスケベ心あり。
スーパンマン
王様のセリフでのみの登場。ボムボム星出身のヒーローで、それ相応に優秀なヒーローらしい。
カミカゼマン
名前のみの登場。ボムボム星出身のヒーローで、凶悪な魔王イヤーンを倒したという報告が王様に届いた。

#### 邪魔星
悪の宇宙人の巣窟となっている星。ボムボム星同様、地球から気が遠くなるほど離れた場所にある。髑髏のような形で、見るからに危なそうな外見をしている星。美醜の感覚は地球やボムボム星とは正反対をしている。通貨単位はマニー。
皇帝(本名不明)
邪魔星の支配者。部下からは「皇帝様」と呼ばれており、本名は不明。
当初はシルエットで姿が見えなかったが、最終回で自ら地球に襲来し、初めてその姿を見せた。見るからに凶悪そうな外見だったが、ダイナマンのカレーを食べて逃げたガンダマン達と間違われて、怒ったダイナマンに爆破され、あっけなく死亡した。
必殺技は妖魔術「邪眼光」らしいが、使う前に死んでしまったので、技の詳細は不明。
皇帝の部下(本名不明)
皇帝の側近の部下で、恐く幹部クラスの人物。地球にダイナマン達が集まった事を、「地球を中間地点にして、邪魔星に攻め込もうとしている」と勘違いして報告し、次々と地球に刺客達を送り込んだ。普段から殆ど無表情で、怒る時も無表情。
最終回で皇帝と共に地球にやって来るも、ダイナマンに皇帝を殺された怒りで豹変し、眼つきも鋭いものに変わる。仇とばかりに妖魔術「魔光剣」でダイナマンを斬り捨て、更に王様達を皆殺しにしようとしたが、その直後にパワーアップして復活したダイナマンによって瞬殺され死亡した。
実質、本作のラスボス。
給料は月給で12万5千マニー。

##### 刺客達
邪魔星からダイナマン達を倒すため送られた、悪の宇宙人達。
シャドーマン
邪魔星からの刺客第1号。白夜星出身。針を影に刺すことで相手を動けなくする技「妖術影縛り」を使える。
最初の刺客として地球に来た。女性の下着でダイナマンをおびき寄せて影縛りで動けなくする事に成功したが、下着の持ち主がおばさんだった事が判明して怒ったダイナマンに影縛りを破られ倒された。その後、邪魔星に帰還して、皇帝の部下にダイナマンが女に弱い事を報告した。
マダムーン
刺客第2号。S88星雲一の美人と言われ、ダイナマンが美人に弱いという理由で選ばれた。得意技の妖魔術「時空落とし」で重力を自由に操れる。ダイナマンにとどめを刺す際に自分の顔を見せるが、S88星雲の美的感覚は他の星とは反対だったため(即ち醜い顔をしている)、怒ったダイナマンに術を破られ倒された。その後、邪魔星に帰還した。名前の由来は「マダム」。
ガメツイン
刺客第3号。S88星雲一の賞金稼ぎ。その名の通り金にがめつい性格。首にがま口を提げ、背中にそろばんを背負っている。そろばんを地面に突き刺すことで大地に根を張るものなら何でも操ることが出来る。自ら地球に行くと皇帝の部下に志願し、報酬として300万マニーを要求したが通らず、交通費さえも碌に出なかった。ガンダマン達と手を組みダイナマンを捕まえたが、逆にダイナマンに500円で雇われてガンダマン達を裏切った。それまで金を得るためには、賞金稼ぎしかないと思っていたが、ダイナマンと話し合った末、賞金稼ぎを辞めて地球に残り、とある会社の経理部に就職した。そのため邪魔星では裏切り者扱いされ、サトリーンの抹殺の対象に入れられていた。刺客で唯一、ダイナマンと親交を深めた人物。
サトリーン
刺客第4号。相手の心の中で思っている事を読める能力を持っている。その上、持っている杖で太陽の光を増幅させ、光線として発射できる強敵。ダイナマンを追い詰めたがエッチな事に耐性がないという弱点があり、トドメを刺す前にダイナマンのエッチな妄想を読んでしまい、大量の鼻血を出し、貧血を起こして倒れた。名前の由来は妖怪の覚。
カワリーン
刺客第5号。通称「邪魔変身カワリーン」。ダイナマンに変身して悪事を行って評判を下げようとしたが、失敗に終わった。その姿はよく見れば一目で判りそうだが気付かれなかった。その後ダイナマンと対峙し、攻撃出来ないよう内田ゆりに変身するが、ポスターの写真でしか見ていなかったので、頭しか変わっておらず、結局何も出来ないまま倒されて終わった。本当の姿も不明。
バブルーン
刺客第6号。蟹のような顔をしている。どんな事をしても割れないシャボン玉「邪ボン玉」を出して相手を閉じ込めることができる。ガンダマン達やダイナマンを閉じ込めたが「邪ボン玉は水に弱い」という事に気付かれ、おしっこをかけられて割られてしまう。しかし3人が内輪揉めしている間に再び閉じ込めた。同じ話で下ネタを2度は出来ない3人をからかって笑ったが、雨が降ってきたため形勢逆転し、3人に袋叩きにされる。最後に水にも強い邪ボン玉を出すが、それで自分自身を囲ってしまい、そのまま窒息する。
イカズチーン
刺客第7号。雷を操る事ができる。背中から撃たれても、爆破されてもすぐ立ち上がる。不死身と思われたが、実際はアヤツリーンが操るただの人形だった。名前の由来は「雷(イカズチ)」。
アヤツリーン
本当の邪魔星からの刺客第7号。正体は野菜のような見た目をしており、本人はその事を気にしている。アヤツリーン自身は雲に変装してイカズチーンを操っていた。稲妻の形をしたステッキで雷を出せるが、爆破された時に壊れてしまう。妖魔術「マリオネット」でガンダマンを操り発砲させたが、彼の命中率の低さを知っていた2人はまったく怯まず、そのまま2人に攻撃され倒された。
ダマシーン
刺客第8号。王様のいとこの孫を騙り、3人に近づいた。ダイナマン達3人をこき使い、挙句の果てに3人に決闘をさせ同士打ちを狙ったが、本物の王様が地球にやって来たために正体が露呈。その後は自分の手で始末しようとしたが、抑圧の代償により3人に必殺技を出す前に瞬殺された。
コギャルーン
刺客第9号。マダムーンの妹で見かけは普通の女子高生。自分の目を見た者を虜にする「魅了眼」という技を持ち、ガンダマンや一般市民を操るも、ダイナマンには効かなかった。最後はダイナマンに術をかけるも効き過ぎてしまい、抱きついてきた際、とっさに「自爆しろ」と言ってしまい、一緒に爆発で吹き飛び泣き帰った。マダムーンのことは「お姉」と呼ぶ。名前の由来は「コギャル」。
コーリーン
刺客第10号。何でも凍らせる事ができる。手始めに夏バテしているガンダマン達を凍らせた。その後、スイカを食べていたダイナマンと対峙。爆弾を凍らせてダイナマンを追い詰めるが、スイカにかけていた塩で凍ったガンダマン達と手がくっ付いてしまい、術を出せなくなり、まとめて爆弾で吹っ飛ばされた。作者曰く、後姿が描きづらいらしい。
ゴロニャーン
刺客第11号。ガンダマン達と同じぐらいの大きさのネコ型宇宙人で猫の習性を持っている。「妖魔術新真空爪」という真空の刃を飛ばす技を持つ。ガンダマン達をやっつけた後、ダイナマンにかわいがられるが、正気に戻りダイナマンを攻撃。ダメージを与えたが、その時ダイナマンが落とした爆弾にじゃれついてしまい、爆発した。
クワガターン
刺客第12号。クワガタ虫のような宇宙人。登場して早々、自己紹介の間も無く、ローズマリーンの乗ってきた宇宙船の下敷きになって潰されてしまう。その後ダイナマン達に爆破され、ターバンの身代わりにローズマリーンに差し出されてしまった。最後まで、何の見せ場もなく終わった。
エカキーン
刺客第13号。描いた絵に命を吹き込む事ができる。「へのへの1号、2号」という、見かけは下手な絵で弱そうだが意外と強い落書きを生み出した。その落書きはダイナマンに爆破されるが、いくらでも生み出す事が出来るため、ダイナマンが疲れるまで粘ろうとした。しかし、ターバン達にそそのかされて強そうな悪魔を描こうとし、絵を描くのに集中して油断した隙に爆破された。
エルドラドーン
刺客第14号。口から吐く息で何でも黄金に変えてしまう。道路工事のバイトをしていたガンダマン達にいつも通り攻撃を仕掛けて、持っていたつるはしを黄金に変えたが、売りに行かれて無視された。その後ダイナマンと対峙し、爆弾を黄金に変えて追い詰めるも、大金に目がくらんだガンダマン達に割って入られ、怯んだところを倒された。名前の由来は黄金の都エル・ドラード。
パパラッチーン
刺客第15号。相手を写真に写し、その写真に何かをすると、写された相手にも同じ事が起こるという呪いの様な技を持つ。ダイナマンを写したが、写した瞬間ガンダマン達と共に爆発した（ガンダマン達の写真を撮っていたため）。写真を撮ることは出来たが、投げた爆弾で肝心のダイナマンが一切写っておらず、無念のまま力尽きた。名前の由来はパパラッチ。
モノノフーン
刺客第16号。手が剣になる。「数々の刺客を退けてきたダイナマンしか興味がない」と、ガンダマン達をザコ呼ばわりした。その後、ガンダマン達にダイナマンを呼びに行かせたが、ダイナマンが高熱を出しており、まともに攻撃できなかったため、怒って皆殺しにしようとした。ガンダマン達がダイナマンに代わって投げる爆弾を斬って防ぐも、ガンダマン達にダイナマンごと大量に爆弾を一気に投げつけられ、防ぎ切れず2人の非情さに敗れた。一応、2人が初めて倒した刺客となる。名前の由来は「武士(もののふ)」。
サーベルーン&ガードーン
刺客第17・18号。サーベルーンはサーベルの姿をしていて、本人いわく何でも切り裂く事が出来るらしい。自分を所持した者を操る事が出来、サーベルをモノノフーンに壊され武器を失ったターバンに憑り付いた。ガードーンは盾を前に装備し、2枚刃の剣を持った宇宙人。本人いわく、壊せる物は無い。サーベルーンはガンダマンを、ガードーンはダイナマンをそれぞれ襲っていたが、その最中、互いに対面する。その時、ガンダマンにそそのかされ、どっちが強いか勝負をする事に。その結果サーベルーンは粉々に砕け散り、ガードーンは盾を破壊され、ターバン共々爆破された。ちなみにガードーン本人自体は特に特徴のない宇宙人だった。2人の元ネタは矛盾。
ウラシマーン
刺客第19号。左手から出る煙で相手を老けさせてしまう。ダイナマンを老人にして爆弾を投げられないようにしたが、油断して笑っている隙にゲートボールの要領で爆弾を送り込まれ、あっけなく爆破され敗れた。その後、ガンダマン達に取り押さえられて、術を解かされて星に逃げ帰った。モデルは浦島太郎
ウエスターン
刺客第20号。邪魔星の2丁拳銃の殺し屋。西部劇に出てくるガンマンのような姿をしている。ダイナマンを倒すためではなく、ガンダマンとの決闘が目的でやって来た。ガンダマンと早撃ち勝負をしたが、両者共に早いだけで腕の方は五分五分で、非常に悪かった。そのため、開始早々ダイナマンに二人共爆破されて終わった。名前の由来はウエスタン。
メイドーン
刺客第21号。邪魔星の死神で最後に送られてきた刺客。武器として大ガマを持っているものの、動きが非常に遅く、あっさりダイナマンに爆破された。しかし倒された後にドロドロの液体状になり、中にダイナマン達を引きずり込んだ。本当の目的は3人を真っ暗闇の「黒の世界」に閉じ込める事だった。しかし頭だけになってしまっていたので、文字通り手も足も出ずターバンに元の世界に戻る方法を白状させられた。ちなみに戻る方法は、元の世界に戻りたい気持ちを強く念じる事。名前の由来は「冥土」。

#### その他
タマゴマン
王様のセリフで、名前のみの登場。タマゴ星出身の優秀なヒーロー。
バッシュ星王
バッシュ星の王様。ボムボム星の王様の事を見下している、嫌味な性格。
イヤーン
名前だけの登場。カミカゼマンに倒された、凶悪なことで有名な魔王。

### 番外編
どれも本編とは関連のないパラレルの話。本編のキャラも出てこない。

#### 刑事編
ダイナマン刑事長が、爆弾を武器に部下と共に犯罪者達や悪と戦う。
ダイナマン刑事長
爆弾で犯罪者と戦う刑事。本編同様、やはりスケベだが、爆弾を使える事もあって、犯人検挙率は高い方にある（逆に被害を拡大させたしまった事もある）。
所属部署は不明であり、殺人事件から、痴漢・万引きの通報に至るまで、幅広く出動している。違法な商品を扱う書店の常連客だったりと、時に刑事らしからぬ行動を取る。
外見はダイナマンがコートを羽織っているようなもの。
部下（本名不明）
ダイナマン刑事長の部下。階級不明。ダイナマン刑事長の事を尊敬し信頼してはいるが、時々くだらない事が原因(食べ物の事など)でケンカし、爆破される事も多々ある。
作者に名前を付けてもらえなかったキャラの1人(番外編では彼のみ)。
署長(本名不明)
ダイナマン刑事長の勤める警察署の署長。刑事長によって爆破されたことがある。
文太（ぶんた）
丸縁のサングラスをかけた一見のホームレス風の男だが、正体はダイナマン刑事長の情報屋であり、報酬と引き換えに情報を渡す。
ショージ
とある組に雇われ、ダイナマン刑事長の命を狙った殺し屋。依頼通り遂行するも、狙撃したのは爆弾で失敗に終わった。
元ネタはこの漫画と同時期に、ギャグ王で連載されていた漫画「殺し屋ジョージ」のタイトルから来ていると思われる。

#### 昔話編
有名なおとぎ話や、偉人の逸話を元としたパロディの話。
ダイナももたろう
モデルは桃太郎の話。
桃でなく、爆弾の中に入った状態で川上から流れてきて、洗濯中のおばあさんに見つけられるが、当然拾ってもらえるわけもなく、そのまま川下で爆発した。ダイナももたろう自身の姿が出てくることはなかったので、容姿は不明。
ダイナデレア・光、怪子継母姉妹・直樹魔女
モデルはシンデレラの話。
お城の舞踏会へ行くために、魔法使いのばあさんに爆弾を馬車にしてもらった。王子様と踊る事が出来たが12時で帰らないといけなかったため、仕方なく帰ったものの、その時に靴でなく爆弾を落としてしまい、追いかけて来た王子様を爆破してしまった挙句、指名手配されてしまう。
この他、赤ずきん、猿蟹合戦、眠り姫、泣いた赤鬼、白雪姫、 コロンブスなど、和洋問わず様々な昔話や童話、偉人伝のパロディがあった。

#### OLダイ子
とある会社に勤めるOLである、ダイ子を主役とした話。作者のネタ切れに伴って僅か5回で終了するも、その後読者の声で復活して、終盤まで続いた。
ダイ子
とある会社に勤務するOL。理不尽なことは許さず、同僚でも上司でも構わず平気で爆発する。外見はダイナマンがOLの制服を着ているようなもの。本編のダイナマンとの関連は不明。
ケーコ
ダイ子の同僚のOLで、大の仲良しの親友。女性社員にセクハラして来る上司や、休み時間にパソコンで隠れてエロゲーをしている社員にあきれ果てている。
向中野（むかいなかの）
ダイ子とケーコの上司の課長。女子社員にセクハラをはたらいたり、がんばった社員を全くねぎらおうとしない嫌な人物。そのくせ、バレンタインにチョコを催促してくる。その性格から、部下に良く思われていない。
山本とも子
ダイ子とケーコの同僚。仕事を手伝ってくれると言ったダイ子に仕事を全部押し付けて自分だけ定時で帰ろうとしたり、仕事をせず枝毛を切って喜んだりと、自分勝手でな性格のため、向中野の次によく爆破されている。優柔不断な性格。

## 用語・道具

### 武器
爆弾
丸い形をしたシンプルなデザインの爆弾で、ダイナマンの身体から無限に出てくる。ダイナマンが転んだり、本人を逆さにして揺らしても出てくる。水に濡れても導火線の火は消えず水中でも爆発する等、防水性に優れている。その反面、モノノフーンに切られることで爆破を防がれている。殺傷力はあまりないが、宇宙人に対しては威力がある。ダイナマンが怒った状態で、皇帝をも一撃で倒す事が出来る等、威力にダイナマンの感情が反映される模様。
ロブスター
ガンダマンの愛銃。性能は悪いわけではないが、本人の腕がひどく悪いために、殆ど命中せず、完全に明後日の方向に飛んで行ってしまう。
逆に銃の関しては、全くの素人のターバンが撃った方が当たる程。
サーベル
ターバンが、冬で蛇が冬眠してい居ない間を補うため自身で作った物。しかし、イカズチーン戦では避雷針になりアダとなってしまったり、最後はモノノフーンに破壊されて終わった。結果、作中では殆ど役に立たなかった。
針
シャドーマンが使用。相手の影に刺して、動きを封じる事ができる。
杖
サトリーンの持つ杖。光を集めて、光線として発射し攻撃できる。
そろばん
ガメツインが持つ。地面に突き刺すことで、木や草等の地に根を張るものを操ることができる。普通に計算にも使用しており、就職後は経理の仕事で使用している。

### アイテム類
ダイナマンハウス
ダイナマンが地球で暮らす為に手作りで建築した木造の家。しかし、土地の所有者に追い出されたり、タバコのポイ捨てが原因の火災で燃える等して何度か失っている。ダイナマン自身の手で爆破されて失うケースも多い。
マニー
邪魔星の通貨。1マニーが地球ではどの位の価値なのかは不明。
UFO
ダイナマンら宇宙人の乗り物。持ち主によってデザインは各々異なり、持ち主の特色が出たデザインになっている。
ダイナマン・ガンダマン・ターバンのUFOはそれぞれ、爆弾・カウボーイハット・壺型をしていたが、全てダイナマンの爆弾の爆破によって大破している。

### 発明品
博士が作った発明品。効果は本物で、本当に凄い品物もあるが、その大半が碌でもない代物ばかりだった。
透明人間になる薬
飲むと透明人間になれる。しかし、全身全てが透明化することにより、目が機能しなくなってしまう為、目が一切見えなくなってしまう（科学的に見て正しい）。ダイナマンは覗き目的のスケベ心から、自ら実験体になったが、この結果に不満を持ち、博士を爆破した。
小さくなる薬
飲むと小さくなる。2種類作られた。
小さくなる薬その1
ただ単に、背が縮むだけの代物。
小さくなる薬その2
新たに作られた物。本当に小人の様に小さくなれる薬。出す爆弾も小さくなる。
惚れ薬
ダイナマンが博士に作ってもらった薬。服用せずとも、匂いを嗅ぐだけでも効果がある。
博士は悪用するなと言ったが、ダイナマンは悪用する気満々だった。しかし地面に落として割ってしまい、ダイナマン本人の気持ちを察し、ダイナマンのことを諦めようとしていた白百合の恋心を復活させてしまった。
ダイナマシン
ダイナマンが博士に作ってもらったスーパーカー。しかし、自爆機能が付いていたり、速度が老人の徒歩と同等以下程度で非常に遅かったり、逆に速すぎたりと、性能が極端でろくでもない代物だった。
スパイセット
ダイナマンが博士に頼んで作ってもらった、スパイになるための道具が入っている。説明ビデオ付きだが、要件が済み次第爆発するという、リアリティありすぎで、相変わらずとんでもない代物だった。

### その他
ギャグ王
本作、すすめ‼︎ダイナマンが連載されていた少年漫画誌。現在は休刊している。
ダイナマンの単行本
この漫画の単行本。作中では時折出てくるが、読者から「つまらない」、「他のマンガ（殺し屋ショージ）の方がいい」と酷評される等、作中ながらも評判は余りよくない。

## TVCM
ギャグ王が発行されていた頃に、TVで放映されていたCM。ダイナマンがギャグ王型の爆弾をあちこちの家に投げ込んで、笑いを届けるといった内容。漫画内で再現された際には、作者の家にも届けるが、爆風で原稿を燃やしてしまった。